# 塔拉斯泰克斯
塔拉斯泰克斯（法語：Tarasteix，法語發音：[taʁastɛks]）是法国上比利牛斯省的一个市镇，属于塔布区。

## 地理
塔拉斯泰克斯（43°19'14"N, 0°0'27"W）面积9.85 平方千米，位于法国奧克西塔尼大區上比利牛斯省，该省份为法国西南部内陆省份，北至热尔省，西接大西洋比利牛斯省，南与西班牙接壤，东临上加龙省。
与塔拉斯泰克斯接壤的市镇（或旧市镇、城区）包括：蒙塔内、蓬松代巴普特、蓬松代叙、拉加尔德、奥鲁瓦、锡亚鲁伊。
塔拉斯泰克斯的时区为UTC+01:00、UTC+02:00（夏令时）。

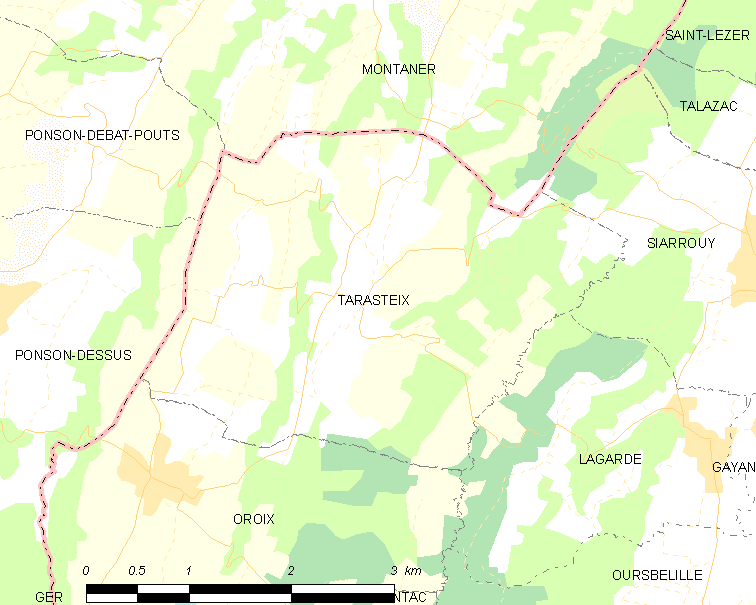
塔拉斯泰克斯的OSM定位图

## 行政
塔拉斯泰克斯的邮政编码为65320，INSEE市镇编码为65439。

## 政治
塔拉斯泰克斯所属的省级选区为比戈尔地区维克县。

## 人口

1962-2008年间塔拉斯泰克斯人口变化图示

塔拉斯泰克斯于2022年1月1日时的人口数量为270人。